# Темнозорь
Темнозорь — російський паган- і фолк-метал гурт, заснований у 1996 році в місті Обнінськ Калузької області.

## Історія
Гурт був заснований у 1996 році колишнім складом гурту Rakoth: Тур — вокал, Вулко — гітари, Леший (укр. лісовик) — барабани. Поступово до гурту приєднувалося все більше музикантів, поки у 1998 році гурт не підписав контракт із лейблом Stellar Winter Records. Часом склад гурту налічував більше десяти музикантів. Деякі з колишніх музикантів походили з російського блек-метал гурту Blazebirth Hall, інші — все з того ж гурту Rakoth. Після кількох демо, дебютний альбом «Ведовством крепка чёрная слава Руси» (укр. «Відовством міцна чорна слава Русі») вийшов у 1999 році.
У 1999—2000 роках проєкт перебазувався до Москви, було зроблено кілька спроб реформації гурту, однак результатом цього була лише ще пара репетиційних записів. Перший склад гурту остаточно розпався у 2000—2001 роках, коли Тур і Вулко покинули гурт і були замінені Ратибором і Свягіром, тобто на сьогодні жоден з засновників гурту не є його активним учасником. Під час живих виступів і записів, Темнозорь також підтримували на вокалі «Князь Варгот», Saturious з Nokturnal Mortum і Родослав з фолк-гурту «Криниця».
У 2001 році було опубліковано демо «Фрагменти». У 2002 році вийшов новий реліз «Ведовством фрагментов» (укр. «Відовством фрагментів»), перевидання дебютного альбому, що включав «Фрагменти», а також другий повноформатний альбом «Горизонти…». Обидва альбоми були видані по всій Європі на відповідних лейблах жанрів NSBM, правого року та RAC. Зокрема, альбоми вийшли на німецькому лейблі Nebelfee Klangwerke, яким керували учасники гурту Absurd.
У 2010 році гуртом був запланований на виступ у Рурмонді в Нідерландах. Концерт опинився під загрозою скасування, оскільки антифашистські групи чинили тиск на організаторів і вказували на зв'язок гурту зі сценою NSBM. Через анонімні погрози та побоювання заворушень організатор заходу скасував концерт 4 січня, за 12 днів до виступу. Після цього Темнозорь в короткі терміни знайшов нове місце для виступу: фестиваль в Бельгії, організований праворадикальною організацією Blood & Honour.

## Стиль, тексти і ідеологія
Спочатку гурт грав паган-метал під типовий для гурту акомпанемент флейти. Хоча перші релізи були відносно поганої якості, ситуація змінилася, починаючи з альбому «Вольницей в просинь ночей». В альбомі «Урочища снов» настрій похмуріший і гурт використовується більше акустичних гітар.
Теми пісень гурту — слов'янська міфологія та містика, природна романтика та меланхолія. Хоча тексти гурту не є відкрито націонал-соціалістичними, вони часто будуються на етнічному тлі. Крім цього, гурт співпрацював з гуртами Graveland, Nokturnal Mortum і North, деякі з яких були частиною NSBM-сцени.
За деякими даними, головний автор текстів, Ілля Бабін, більш відомий як Горрут, вважається «ключовою фігурою в російському неонацистському блек-метал-андеграунді». Гурт випустив цілу серію альбомів, що належать до сцени NSBM, через лейбл Stellar Winter Records, яким керував Бабін. Деякі учасники також грали в правому рок-гурті «Вандал». Гурт схиляється до слов'янського націонал-соціалізму, у якому всупереч націонал-соціалістичній расовій ідеології, слов'ян зараховано до «арійської раси» поряд із кельтами і германцями.
Гурт неодноразово відхрещувався від зв'язків зі сценою NSBM, намагаючись створити імідж аполітичного. У різних інтерв'ю учасники заявляли, що не цікавляться сучасною політикою і займають позицію проти політичного колективізму.

## Дискографія

### Повноформатні альбоми
- 1998: «Ведовством крепка чёрная слава Руси»
- 2003: «Горизонты…»
- 2005: «Вольницей в просинь ночей»
- 2010: «Урочища снов»

### Збірники та концертні альбоми
- 2003: «Ведовством фрагментов»
- 2010: «Сумерки на похоронах Зимы»

### Міні-альбоми
- 2007: «Молот Восточной Европы» (спліт-альбом з Graveland, Nokturnal Mortum і North)

### Демо
- 1996: «Be Oden Narod Slavensk»
- 2001: «Фрагменти…»